# جشنواره بایرویت

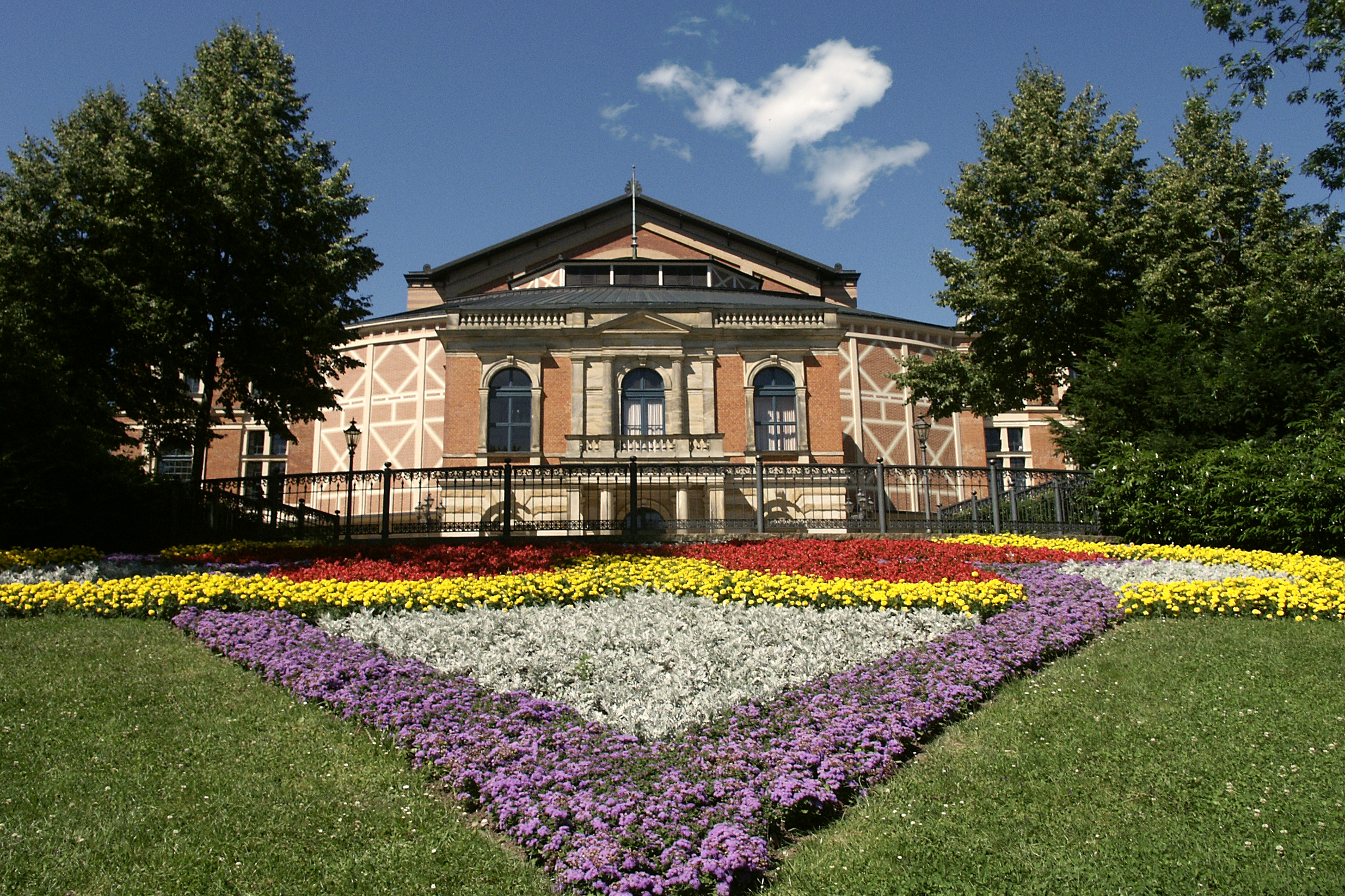
تالار اپرای بایرویت (فستشپیلهاوس)

جشنوارهٔ بایرویت یا جشنوارهٔ بایروت جشنوارهٔ موسیقی برای اجرای اپراهای ریشارد واگنر است که همه‌ساله در بایرویت آلمان برگزار می‌گردد. واگنر جشنوارهٔ بایروت را با حمایت لودویگ دوم ایجاد کرد. ساخت تالار اپرا آن، که برای اجرای اپراهای سترگ واگنر طراحی شده‌بود، در سال ۱۸۷۶ پایان یافت و نخستین دورهٔ جشنواره نیز در همان سال آغاز گردید. از آن زمان، این جشنواره، به‌جز یک توقف هفت‌ساله پس از جنگ جهانی دوم، به‌طور مرتب برگزار می‌شود.
امروزه معمولاً حلقهٔ نیبلونگ و پارسیفال همراه با اثر دیگری از واگنر در این جشنواره اجرا می‌شود.